# بونور ريغيش وليتلهامبتون (دائرة انتخابية في المملكة المتحدة)
بونور ريغيش وليتلهامبتون (بالإنجليزية: Bognor Regis and Littlehampton) هي إحدى الدوائر الانتخابية في المملكة المتحدة الممثلة في مجلس العموم في برلمان المملكة المتحدة.
}}</ref>
}}</ref>
عضو البرلمان الذي يمثلها حالياً هو :Mr Nick Gibb (Con).